# Руї Мачете
Руї Мануель Паренте Шансерелле де Мачете (порт. Rui Manuel Parente Chancerelle de Machete; нар. 7 квітня 1940, Сетубал) — португальський правник і політик.
Закінчив юридичний факультет Лісабонського університету, а потім продовжив вивчати економічні і політичні науки у тому ж університеті. У 1964 році він став юристом, вів наукову діяльність як викладач права, у тому числі в Університеті Лісабона, був призначений професором у Католицькому університеті.
Почав політичну діяльність у лавах Соціал-демократичної партії. У 1975 році він став державним секретарем з еміграції в уряді. У 1976 році він був вперше обраний до Асамблеї Республіки.
У 1976 році він став міністром соціальних справ в уряді перехідного періоду. У 1981–1983 роках він працював у раді директорів Банку Португалії. З 1983 по 1985 він займав посаду міністра юстиції в коаліційному кабінеті на чолі з Маріу Соарешом. У 1985 році у тому ж уряді призначений заступником прем'єр-міністра і міністром оборони. У 2013 році прем'єр-міністр Педру Пасуш Коелью призначив його на посаду міністра закордонних справ.
Одружений, має трьох дітей.